# Northern Ireland Prison Service
Pour les articles homonymes, voir NIPS.
Le Northern Ireland Prison Service (NIPS - litt.en français : « Service des prisons d'Irlande du nord ») est une agence exécutive du Bureau pour l'Irlande du Nord basée à Belfast, chargée de la gestion des prisons en Irlande du Nord.
Ce service est distinct du His Majesty's Prison Service, chargé de la gestion des prisons en Angleterre et au Pays de Galles, et du Scottish Prison Service, chargé de la gestion des prisons en Écosse.

## Description
Le service pénitentiaire est chargé de fournir des services pénitentiaires en Irlande du Nord . Ses principales obligations légales sont énoncées dans la loi sur les prisons (Irlande du Nord) de 1953 et les règles établies en vertu de la loi.
Le service est constitué en agence le 1er avril 1995. Le statut d'agence est reconfirmé à la suite d'un examen quinquennal en 2000.
Le service pénitentiaire est une composante majeure du système de justice pénale au sens large et contribue à la réalisation des buts et objectifs généraux du système. En tant que ministre responsable, le ministre de la Justice rend compte à l'Assemblée d'Irlande du Nord pour le service pénitentiaire et partage la responsabilité ministérielle et l'obligation de rendre compte du système de justice pénale dans son ensemble avec le procureur général .
L'administration pénitentiaire est dirigée par le directeur général. En août 2009, le service pénitentiaire d'Irlande du Nord employait 1 893 personne.

## Établissements gérés par le service
Le service des prison compte actuellement trois établissements opérationnels :
- La prison de Maghaberry (en anglais : HM Prison Maghaberry) : prison moderne de haute sécurité hébergeant des hommes majeurs condamnés à de longues peines et des détenus en détention provisoire, dans des conditions séparées et intégrées. Les détenus de l'immigration sont hébergés dans l'établissement pénitentiaire de Belfast .
- La prison de Magilligan (en anglais : HM Prison Magilligan) : prison à sécurité moyenne hébergeant des prisonniers adultes de sexe masculin à court terme qui dispose également d'un logement à faible sécurité pour certains prisonniers approchant de la fin de leur peine ;
- La prison de Hydebank Wood (en anglais : HM Prison and Young Offenders 'Centre Hydebank Wood ou en anglais : HM Prison Hydebank Wood) : établissement à sécurité moyenne à faible hébergeant des jeunes délinquants et toutes les femmes détenues (y compris les détenues de l'immigration).

Il existe également un centre de formation du personnel, le Prison Service College, situé à Hydebank Wood.

## Sources
- (en) Cet article est partiellement ou en totalité issu de l’article de Wikipédia en anglais intitulé « Northern Ireland Prison Service » (voir la liste des auteurs).